# 周志红
周志红（1971年10月—），女，湖北省谷城县人，中华人民共和国政治人物。

## 生平
1971年10月，周志红出生在湖北省谷城县。
1989年，周志红进入华中师范大学政治教育系法律教育专业学习，在校期间于1992年12月加入中国共产党，1993年毕业后分配至武汉测绘科技大学计算机科学与工程系出任辅导员，2001年8月转任武汉大学东湖分校学生工作办公室副主任。
2002年12月，周志红进入政界，出任京山县（今京山市）人民政府副县长，2005年10月进入县委常委。2006年10月，周志红调任荆门市人民政府副秘书长，次年2月兼任市旅游局党组书记、局长。2011年9月，周志红调回京山县，出任县委副书记、县人民政府副县长、代理县长（同年12月正式任县长），2016年10月升任县委书记，12月兼任县人大常委会主任。2017年12月，周志红调任中共湖北省委组织部部务委员，次年1月兼任省政协常务委员、省政协委员工作委员会副主任。2019年9月，周志红调任中共仙桃市委书记。2020年12月，周志红转任中共荆州市委副书记、市人民政府副市长、代理市长（次年1月正式任市长）、党组书记。

### 落马
2024年10月19日，周志红涉嫌严重违纪违法接受湖北省纪委监委纪律审查和监察调查。